# 東津山駅
東津山駅（ひがしつやまえき）は、岡山県津山市川崎にある、西日本旅客鉄道（JR西日本）の駅。津山駅管理の無人駅である。
因美線の終着駅で姫新線に接続しているが、運転系統は所属線を越えて津山駅までであり、当駅始発ならびに終着の列車は設定されていない。

## 歴史
- 1928年（昭和3年）3月15日：国有鉄道因美南線として美作加茂駅 - 当駅 - 津山駅間が開業した際に設置[1][3]。
  - 当時の所在地表示は岡山県苫田郡津山東町川崎であった[1][3]。
- 1932年（昭和7年）7月1日：因美南線が因美線の一部となり、当駅もその所属となる[4]。
- 1934年（昭和9年）11月28日：姫津西線が当駅から美作江見駅まで開業、乗換駅となる[5]。
- 1936年（昭和11年）
  - 4月8日：姫路駅から当駅までの全通により、姫津西線が姫津線の一部となる[6]。
  - 10月10日：線路名称改定。姫津線が姫新線に改称され、同時に因美線の東津山駅 - 津山駅が姫新線に編入される[7]。これにより姫新線所属に変更され、因美線の終点は当駅となる[7]。
- 1983年（昭和58年）12月25日：貨物の取り扱い廃止[1]。
- 1985年（昭和60年）3月14日：荷物扱い廃止[1]。
- 1987年（昭和62年）4月1日：国鉄分割民営化により西日本旅客鉄道が継承[1]。
- 1997年（平成9年）11月29日：急行砂丘が廃止、急行停車駅から一転して快速通過駅となる。
- 2000年（平成12年）5月1日：津山鉄道部東津山分室廃止、直営有人駅から無人化。

## 駅構造

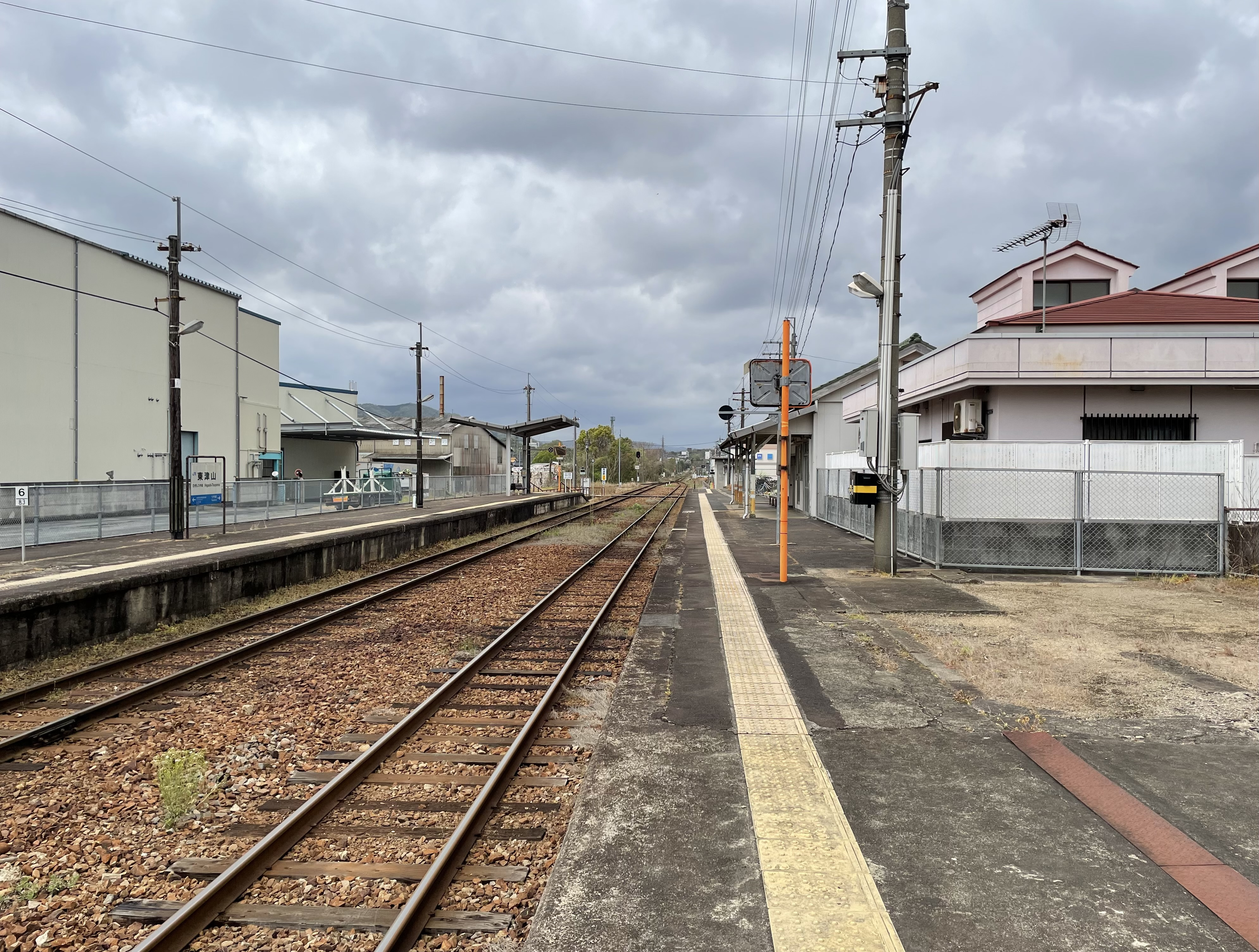
構内（2024年4月）

単式ホーム1面1線と島式ホーム1面2線、合計2面3線のホームを持つ地上駅。駅舎内に待合室とトイレが設置されているが、自動券売機は置かれていない。
駅舎側の1番のりばは姫新線の佐用方面行きと因美線の智頭方面行きが停車する。島式の2・3番のりばは津山方の構内踏切で結ばれており、2番のりばに津山方面行きの列車が停車する。
3番のりばは、津山方のみ線路が繋がっている保線用車両の待機線となっており、旅客列車が入線することはない。また、かつて隣接する住友大阪セメント東津山包装所へ通じていた専用線の痕跡が見られる。
佐用・智頭方面の分岐路線は、東側で単線になっているため、因美線・姫新線佐用方面からの同時入線や同時発車はできない。
分岐駅においては、本線の方がまっすぐ伸びており、支線の方が曲がる形で分岐するのが通常であるが、当駅は例外で、本線である姫新線のほうが曲がっており、支線である因美線のほうがまっすぐになっている。これは、津山駅から因美線の智頭方面が初めにあって、姫新線の佐用方面が後から建設されたという歴史的経緯による。

### のりば
| のりば | 路線                   | 方向               | 行先               | 備考                     |
| ------ | ---------------------- | ------------------ | ------------------ | ------------------------ |
| 1      | 姫新線                 | 上り               | 佐用方面           |                          |
| 1      | 因美線                 | 上り               | 智頭・鳥取方面     | 鳥取方面は智頭で乗り換え |
| 2      | 姫新線 （ 因美線含む） | 下り               | 津山・新見方面     | 新見方面は津山で乗り換え |
| 3      | （保線車両待機線）     | （保線車両待機線） | （保線車両待機線） | （保線車両待機線）       |

本項ではJR西日本公式サイトの全域路線図に従い路線記号を表記しているが、実際の駅構内の主だった旅客案内には、2023年3月のダイヤ改正時の時刻表のデザイン変更により、見出しと停車駅案内図に反映されるのが初めてだった。

## 利用状況
1日の平均乗車人員は以下の通りである。
| 乗車人員推移 | 乗車人員推移 |
| 年度         | 1日平均人数  |
| ------------ | ------------ |
| 1999         | 163          |
| 2000         | 115          |
| 2001         | 105          |
| 2002         | 99           |
| 2003         | 101          |
| 2004         | 90           |
| 2005         | 94           |
| 2006         | 88           |
| 2007         | 77           |
| 2008         | 77           |
| 2009         | 100          |
| 2010         | 113          |
| 2011         | 103          |
| 2012         | 112          |
| 2013         | 109          |
| 2014         | 119          |
| 2015         | 122          |
| 2016         | 118          |
| 2017         | 123          |
| 2018         | 118          |
| 2019         | 116          |
| 2020         | 112          |
| 2021         | 101          |

## 駅周辺
- 吉井川と支流の加茂川
- 国道53号（出雲街道、国道179号・国道429号の重複部分）
- 中国自動車道津山インターチェンジ
- 津山警察署東津山交番
- 津山川崎郵便局
- 大成製紙（大王製紙子会社）
- イナバ化粧品店 - B'zの稲葉浩志の実家。津山市内の観光スポットのひとつ。
- 津山中央病院
- マルイ イーストランド店
- エディオン 津山本店
- 『鐵道開通70周年記念』碑 - 昭和17年10月14日の日付と元鐵道大臣小川郷太郎の銘がある。大東亜戦争開戦一周年を記念し同年12月8日建立。無人化後の駅舎減築時に、駅舎前から駅前駐輪場内の現地点へ移設された。

## バス路線
| 運行事業者         | 行先                                                   | 備考                                  |
| 東津山             | 東津山                                                 | 東津山                                |
| ------------------ | ------------------------------------------------------ | ------------------------------------- |
| 中鉄北部バス       | 行方・小坂 / 勝間田駅前 / 津山駅                       |                                       |
| 美作市営勝田バス   | 観音堂・梶並 / 津山東高校 / 津山駅                     | 日曜運休                              |
| 柵原星のふる里バス | 柵原病院前・吉井支所 / 津山駅                          | 柵原病院前 - 吉井支所間はノンストップ |
| 東津山駅口         |                                                        |                                       |
| 中鉄北部バス       | ごんごバス東循環線：東新町・イオン津山店前・津山駅方面 |                                       |

## その他
- かつて急行列車の一部が停車していた時代は、北側の道路をはさんだ建物に掲げられていた「ようこそ東の町へ」という垂れ幕をホームから見ることができ、隣の津山駅とある程度の「ライバル意識」があったことがうかがえた。
- 構内にはかなり古い設備も残されており、例えば1942年（昭和17年）製の支柱などが現役で使用されている。

## 隣の駅
西日本旅客鉄道（JR西日本）
 姫新線
■快速
勝間田駅 - 東津山駅 - 津山駅
■普通
美作大崎駅 - 東津山駅 - 津山駅
 因美線（東津山駅 - 津山駅間は姫新線）
■快速
美作加茂駅 - （上りのみ高野駅） - 東津山駅 - 津山駅
■普通
高野駅 - 東津山駅 - 津山駅